# 南德累斯頓鎮區 (北達科他州卡弗利爾縣)
南德累斯頓鎮區（英語：South Dresden Township）是位於美國北達科他州卡弗利爾縣的一個鎮區。

## 地方資料
南德累斯頓鎮區的面積為93.01平方千米，當中陸地面積為91.61平方千米，而水域面積為1.40平方千米。根據2020年美國人口普查的數據，當地共有人口32人，而人口密度為每平方千米0.34人。